# Wassili Michailowitsch Dolgoruki-Krimski

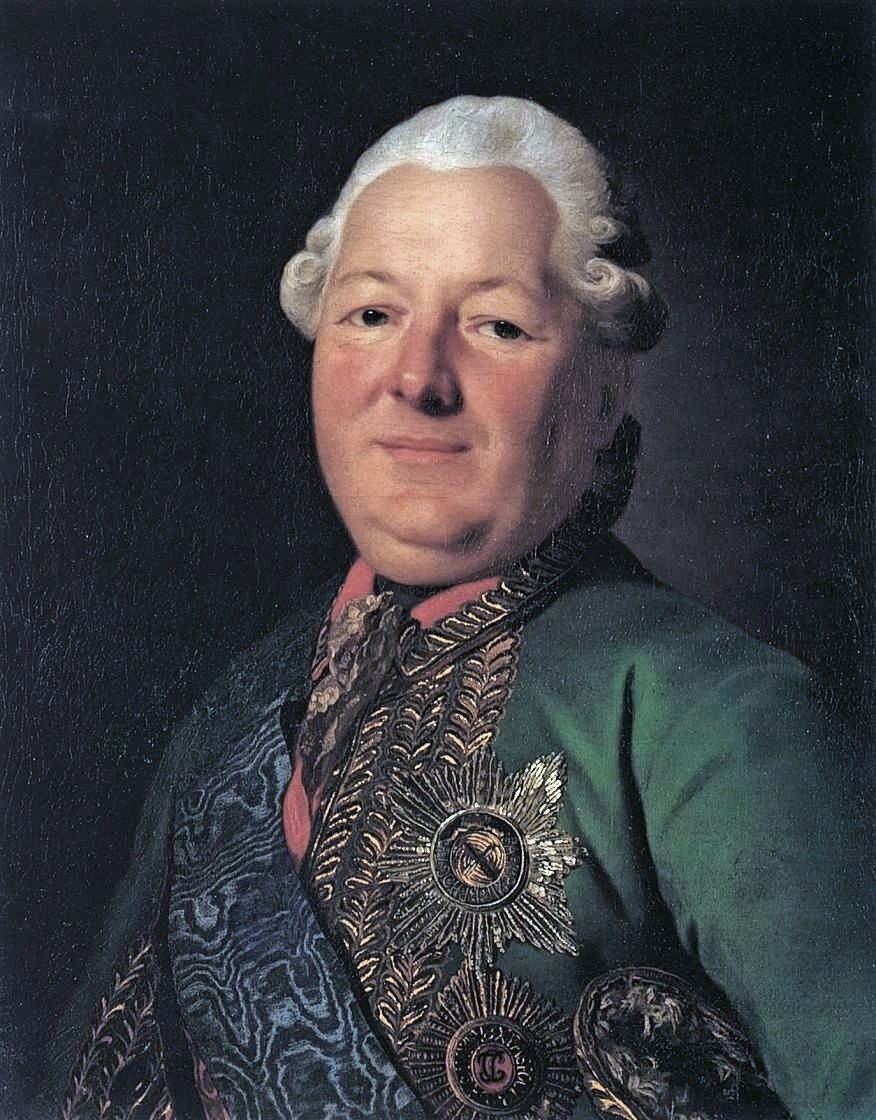
Wassili Michailowitsch Dolgoruki-Krimski

Fürst Wassili Michailowitsch Dolgorukow-Krimski  (russisch Васи́лий Миха́йлович Долгору́ков-Кры́мский, * 1.jul. / 12. Juli 1722greg. in Moskau; † 30. Januarjul. / 10. Februar 1782greg. in Moskau) war ein russischer General und Staatsmann und Befehlshaber im Russisch-Türkischen Krieg. Für seine Siege gegen das Krim-Khanat erhielt er den Namenszusatz „Krimski“ verliehen und war von 1780 bis 1782 Generalgouverneur von Moskau.

## Leben
Fürst Wassili Dolgoruki war ein Sohn des Fürsten Michail Wladimirowitsch Dolgorukow (1667–1750) aus dessen Ehe mit Fürstin Eudokia Jurjewna Odojewskaja (1675–1729).

### Frühe Militärkarriere
Dolgorukow-Krimski trat 1735 in die Kaiserlich Russische Armee als Unteroffizier bei der Kavallerie ein.
Unter der Zarin Anna (1730–1740) fiel die Familie Dolgorukow in Ungnade; viele ihrer Vertreter wurden enteignet und verbannt. Michail Dolgorukow verlor seinen Posten als Gouverneur von Astrachan, seinem Sohn Wassili war es verboten zu studieren. Die Tapferkeit des Fürsten bei der Einnahme von Perekop am 19. und 20. Mai 1736 veranlasste Feldmarschall Münnich, ihn dennoch zum Offizier zu machen. Als Fähnrich nahm Wassili Michailowitsch an der Belagerung von Otschakow und der Einnahme von Chotyn teil. Am 25. November 1741 erhielt er den Rang des Leutnants, unter der neuen Zarin Elisabeth stieg er schnell auf: 1743 war er Major und 1745 bereits Oberstleutnant. Er fungierte dann als Generaladjutant seines Onkels Fürst Dolgorukow, der als Präsident des Militärkollegiums amtierte. 1747 stieg er zum Oberst auf, bis 1755 kommandierte er das Tobolsker Infanterie-Regiment und wurde zum Generalmajor ernannt.
Während des Siebenjährigen Krieges führte er eine Abteilung in der Armee des in Ostpreußen einrückenden Feldmarschalls Apraxin. Für seine Tapferkeit während der Belagerung von Küstrin (August 1758) und nach seiner Teilnahme an der Schlacht von Zorndorf wurde er zum Generalleutnant befördert. Im September 1761 nahm er an der Belagerung von Kolberg teil und wurde bis zum Kriegsende zweimal verwundet. Am Tag der Krönung der Zarin Katharina II. wurde er mit dem Alexander-Newski-Orden ausgezeichnet. Im Jahre 1767 folgte der Orden des Heiligen Andreas.
Im Russisch-Türkischen Krieg von 1768–1774 kommandierte er die Truppen an der Grenze zur Krim. 1769 überschritten seine Truppen die Grenze zum Krim-Khanat. Im nächsten Jahr gelang es ihm unter General Panin, als Kommandeur der 2. Feldarmee (38.000 Mann) in der Nacht von 13. auf den 14. Juni 1771 durch die befestigte Linie von Perekop in die Krim einzubrechen. Danach erzwang er den Eingang zur Halbinsel Kertsch und besetzte Jenikale, Kaffa (Feodosia), Arabat und Jewpatoria. Am 29. Juni siegten seine Truppen in der Schlacht von Kaffa über die Armee des Krim-Khan Selim Giray und besetzten Jalta, Balaklawa und Sudak. Dolgorukow schickte Truppen nach Aluschta und stürmte die gegnerische Hauptstadt Bakhchisarai. Bis Ende Juli war die Krim vollständig erobert. Im Frieden von Küçük Kaynarca 1774 musste der Krim-Khan die „Unabhängigkeit“ der Krim anerkennen. Die endgültige Annexion des Krim-Khanats erfolgte erst 1783.

### Familie
Wassili Michailowitsch Dolgorukow heiratete 1743 Anastasia Wassiljewna Wolin (1723–1805), Hofdame der Kaiserin Katharina II., mit ihr hatte er zwei Söhne und drei Töchter:
- Evdokia (1744–1811), verheiratet mit Generalleutnant Wassili Wladimirowitsch Grushetski
- Michail Wassiljewitsch (1746–1791), Kämmerer, Geheimrat und Senator.
- Feodosjew (1747–1825)
- Wassili (1752–1812), Generalleutnant und Geheimrat, heiratete Catherine Barjatinski (1769–1849).
- Praskova Wassiljewna (1754–1826), verheiratet mit Graf Valentin Musin-Puschkin (1735–1804)

## Lebensabend
Am 10. Juli 1775, dem Jahrestag des Friedens von Küçük Kaynarca, erhielt Dolgorukow von der Zarin den Orden des Heiligen Andreas mit Schwert und Diamanten sowie den St. Georgs-Orden 1. Klasse in Verbindung mit dem Namenszusatz „Krimski“. Weil sich sein Wunsch – der angestrebte Rang Feldmarschall – nicht erfüllt hatte, zog sich Fürst Dolgorukow unter Berufung auf seine schlechte Gesundheit auf seinen Landsitz im Dorf Wasiljewski zurück. Im Jahre 1780 wurde er per Dekret Katharinas II. zum Gouverneur von Moskau ernannt und verdiente sich die Liebe und den Respekt der Moskowiter durch seine Amtsführung.
Ende Januar 1782 verstarb er in Moskau und wurde im Dorf Poluehtow begraben. Seine Gattin überlebte ihren Mann um 23 Jahre. Am Tag der Krönung Alexanders I. am 15. September 1801 wurde die Fürstin Dolgorukowa zur ersten Hofdame ernannt und starb am 4. Januar 1805 mit 83 Jahren. Sie wurde neben ihrem Mann in der Kirche der Drei Heiligen Könige im Dorf Poluehtow, Bezirk Ruza, begraben.
Am 29. September 1842 wurde ihm zur Erinnerung durch Fürst Wassili Wassiljewitsch ein Obelisk in Simferopol finanziert, das Denkmal wurde an jener Stelle errichtet, wo sich 1771 das Hauptquartier Dolgorukows befand.